# Reiterstandbild Elisabeth II. (Ottawa)

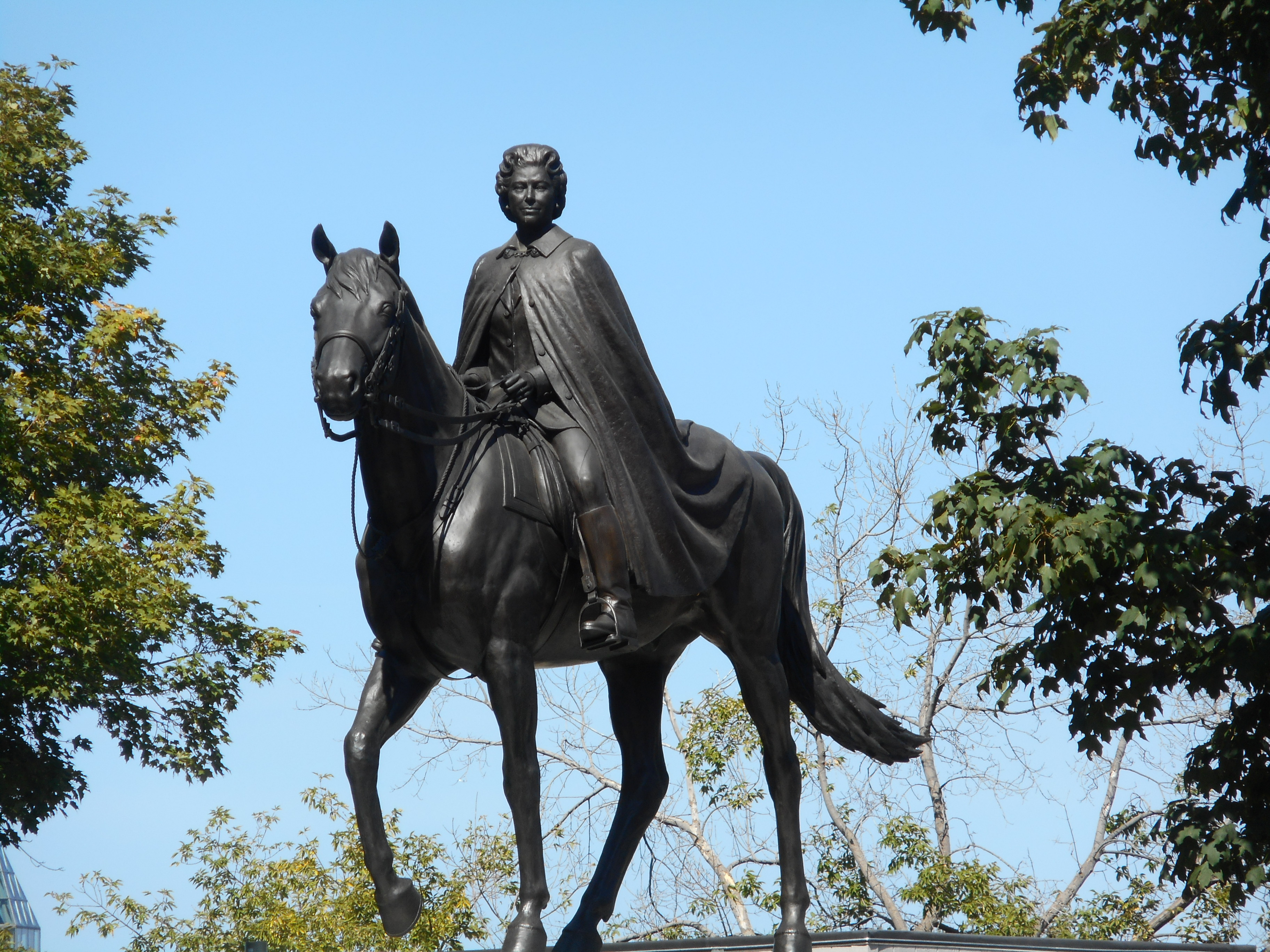
Reiterstandbild Elisabeth II. in Ottawa

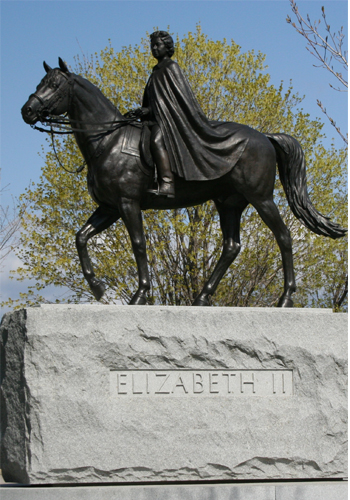
Reiterstandbild Elisabeth II. (Seitenansicht)

Das Reiterstandbild Elisabeth II. ist ein 1992 von dem Bildhauer Jack Harman geschaffenes Denkmal, das Elisabeth II. (1926–2022), die Königin von Kanada, Königin des Vereinigten Königreichs Großbritannien und Nordirland sowie von weiteren, als Commonwealth Realms bezeichneten souveränen Staaten darstellt und sich in Ottawa in Kanada befindet.

## Geschichte
Anlässlich der Feierlichkeiten zum 125. Jahrestag Kanadas und zu Ehren des 40. Jahrestages ihrer Regierungszeit enthüllte Elisabeth II. selbst am 1. Juli 1992 eine Reiterstatue, die zu diesem Zeitpunkt das erste Reiterstandbild, das die Königin zeigt, war. Weitere Reiterstandbilder wurden noch zu ihren Lebzeiten in Windsor Castle (2003) und Regina (2005) enthüllt. Die Statue in Ottawa wurde ursprünglich auf dem Parliament Hill aufgestellt, wo sie bis zum Jahr 2019 stand. Aufgrund der Neugestaltung des Zentrumsblocks auf dem Parliament Hill wurde das Standbild vorübergehend vor das Haupttor der Rideau Hall verlegt. Nach dem Tod der Monarchin am 8. September 2022 wurden am Standbild ihr zu Ehren viele Blumen von ihrer Anhängerschaft niedergelegt.

## Beschreibung
Das Reiterstandbild wurde von einem Team von zehn Personen, angeführt von dem aus Vancouver stammenden Bildhauer Jack Harman über einen Zeitraum von zwei Jahren aus Bronze gefertigt. Das überlebensgroße Reiterstandbild steht auf einem etwa 3,7 Meter hohen, roh behauenden Granitsockel, von dem sich in großen Lettern das Wort „Elizabeth II“ abhebt. Sie sitzt in einem Reitsattel auf dem Pferd. Die Beine stecken zu beiden Seiten des Pferderückens in Reitstiefeln und in Steigbügeln. Die Königin trägt eine Reitjacke und darüber einen nur am Hals geschlossenen weiten Mantel, der fast bis zum Schwanzansatz auf dem Pferderücken aufliegt. Mit beiden Händen hält sie die Zügel des Pferdes. Das Pferd geht in leichtem Schritt. Es handelt sich dabei um das Pferd Centennial, das Elisabeth II. als Geschenk von der Royal Canadian Mounted Police (RCMP) anlässlich deren 100-jährigen Jubiläums erhielt.